# 粗叶水锦树
粗叶水锦树（学名：Wendlandia scabra），为茜草科水锦树属下的一个植物种。